# 1910 год в авиации
Список событий в авиации в 1910 году.

## События

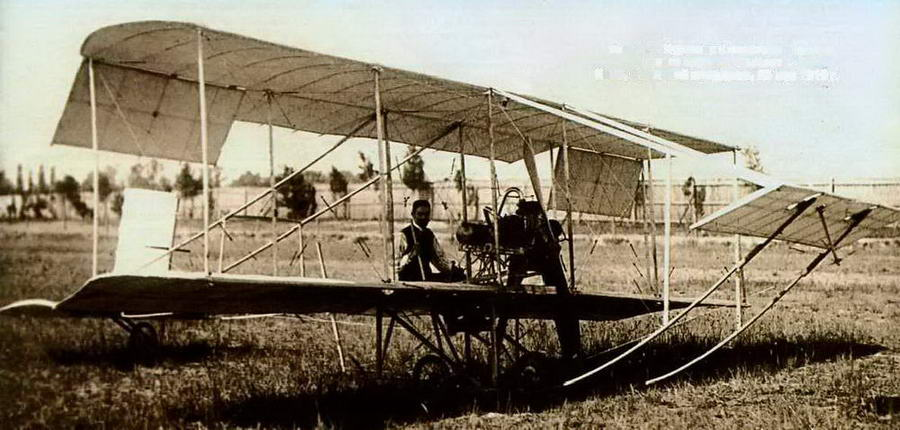
Князь А. С. Кудашев в пилотском кресле своего первого самолёта. Киев, Сырецкий ипподром, 23 мая 1910 г.

- 31 марта — учреждено Московское общество воздухоплавания.
- 23 мая — первым в России полётом самолёта отечественной постройки стал полёт аэроплана Кудашев-1, построенного профессором Киевского политехнического института А. С. Кудашевым[1].
- 17 июня — основан Центральный аэродром имени М. В. Фрунзе на Ходынском поле.
- 12 августа — совершил свой первый полёт дирижабль Кречет.
- 7 октября — на Комендантском аэродроме в Санкт-Петербурге, в период проведения 1-го Всероссийского праздника воздухоплавания произошла первая в России авиакатастрофа, в результате которой погиб Л. М. Мациевич.
- 21 ноября — создано первое в России военное лётное училище — Севастопольская офицерская школа авиации, ныне Качинское высшее военное авиационное училище лётчиков.
- 20 декабря — учреждено Нижегородское общество воздухоплавания.

### Без точной даты
- Первый полёт российского лёгкого самолёта Гаккель III (конструктор Яков Гаккель)[2].
- Попытка полёта лёгкого самолёта, собранного Юрием Кремпом[3].
- Первый полёт самолёта Сикорский С-3[4].

## Персоны

### Родились
- 31 января — Валентина Степановна Гризодубова, советская лётчица, участница одного из рекордных перелётов, участница Великой Отечественной войны, Герой Социалистического Труда, одна из первых женщин, удостоенных звания Героя Советского Союза.
- 11 марта — Коккинаки, Константин Константинович, советский лётчик, лётчик-испытатель, Герой Советского Союза. Младший брат известного лётчика Владимира Константиновича Коккинаки.
- 20 марта — Серов, Анатолий Константинович, советский лётчик, комбриг (1939), Герой Советского Союза (1938).
- 1 апреля — Анохин, Сергей Николаевич, советский лётчик-испытатель, полковник, Герой Советского Союза, лауреат Сталинской премии второй степени (1953). С декабря 1945 года по 1962 год выполнял лётные испытания после потери левого глаза в авиационной аварии.
- 21 июня — Хрюкин, Тимофей Тимофеевич, советский военный деятель, лётчик, генерал-полковник авиации, дважды Герой Советского Союза (1939, 1945).
- 25 июня — Скобарихин, Витт Фёдорович, советский лётчик, Герой Советского Союза. 20 июля 1939 г., в ходе боёв на Халхин-Голе сбил самолёт противника таранным ударом. Это был первый таран в Советских ВВС. Награждён тремя орденами Отечественной войны 1-й степени, двумя орденами МНР и орденом «Военный крест 1939 года» ЧССР.

### Скончались
- 7 октября — Лев Макарович Мациевич, российский авиатор украинского происхождения, капитан. Погиб в первой авиакатастрофе в истории Российской Империи.